# Biljno mlijeko
Biljno mlijeko je biljni napitak koji po boji i okusu nalikuje pravom mlijeku. Biljna mlijeka su ne-mliječna pića izrađena od biljnog ekstrakta na bazi vode i biljne arome. Biljna mlijeka konzumiraju se kao alternativa životinjskom mlijeku i imaju kremast okus.
Od 2021. godine postoji oko 17 različitih vrsta biljnih mlijeka, od kojih su najprodavanija: bademovo, zobeno, sojino i kokosovo.

## Vanjske poveznice
- Wikibooks Cookbook category for Nut and Grain Milk recipes